# Luohan Shiba Shou
Luohan Shiba Shou (羅漢十八手,  le 18 mani degli Arhat) è un esercizio delle arti marziali cinesi che secondo la tradizione Shaolin venne insegnata da Bodhidharma ai monaci di Shaolinsi per preservarne la salute. In alcuni testi il nome di questo esercizio viene reso con  Shiba Luohan Shou (十八羅漢手) o Damo Shiba Shou (达摩十八手).

## Origini
Secondo alcuni Bodhidharma in realtà insegnò un esercizio per il raggiungimento dell'illuminazione detto Shiba Kefuzhe (十八克服着, diciotto superamenti).  Essi furono insegnati come movimenti rituali praticati per finalità spirituali nel Buddismo Indiano, chiamati Nata (衲他) ed utilizzati dai praticanti Vajramutki. Questi Nata infatti consistevano in 18 metodi combinati con esercizi respiratori, tensione e rilassamento dei muscoli e tecniche specifiche di meditazione .

## La pratica
Questa è una sequenza di Shiba Luohan Shou, che possiede 5 nomi a cui si associano una o più azioni per un totale complessivo di diciotto, che giustifica il nome “18 mani”:
- Primo movimento (si compone di due azioni): 朝天直举 Chao tian zhi ju  (Sollevare diritto verso il cielo)
- Secondo movimento (si compone di quattro azioni): 排山运掌Pai shan yun zhang (Spingere con i palmi file di montagne)
- Terzo movimento (si compone di quattro azioni): 黑虎伸腰Hei hu shen yao (La tigre nera distende i fianchi)
- Quarto movimento: 雁翼舒展Yan yi shuzhan (L'oca selvatica distende le ali)
- Quinto movimento: 揖肘钩胸Yi zhou gou xiong (Agganciare il petto con i gomiti facendo un inchino a mani giunte)
- Sesto movimento: 换弓开膈Huan gong kai ge (Aprire il diaframma cambiando arco)
- Settimo movimento: 金豹露爪Jin bao lu zhao (La pantera d'oro mostra gli artigli)
- Ottavo movimento(si compone di quattro azioni): 腿力跌荡Tui li die dang (Forza delle gambe che cade e oscilla).

Il maestro Wong Kiew Kit fornisce un elenco che in molti punti differisce da questo.

### Video
- 1, su youtube.com.
- 2, su youtube.com.
- 3, su youtube.com.
- 4, su youtube.com.